# بیست دقیقه عشق
بیست دقیقه عشق (به انگلیسی: Twenty Minutes of Love) فیلمی کوتاه و صامت، به نویسندگی و کارگردانی و بازی چارلی چاپلین و تولید سال ۱۹۱۴ است. بیست دقیقه عشق اولین تجربهٔ کارگردانی چارلی چاپلین بود. گرچه ژوزف مادن هم کارگردانی را با او مشترک بود.

## بازیگران
- چارلی چاپلین - جیب بر
- مینتا دارفی - دختر ادگار
- ادگار کندی - عاشق
- گوردون گریفیث - پسر
- چستر کانکلین - جیب بر
- جوزف سوئیکارد - قربانی
- هنک من - دارای جای خواب